# Iglesia de San Bartolomé (Sevilla)
La iglesia de San Bartolomé es una iglesia parroquial católica de la ciudad de Sevilla, España. Fue construida entre 1780 y 1796, sobre una antigua sinagoga. El arquitecto autor de las trazas fue Antonio de Figueroa y Ruiz, siendo Fernando Rosales y José Echamorro los arquitectos directores de la obra. 

## Ubicación
El templo se encuentra en el barrio de San Bartolomé, que junto al barrio de Santa Cruz, formaban la antigua judería de Sevilla. Hacia 1500, tras la expulsión de los judíos decretada por los Reyes Católicos, la antigua parroquia de San Bartolomé que ya existía se trasladó a la antigua edificación judía. En 1779, se demolió la antigua sinagoga, por el estado de ruina que presentaba el inmueble. Se levantó un nuevo templo entre 1780 y 1796, que se consagró entre 1800 y 1806.

## Descripción

### Exterior
El exterior del templo resulta muy sencillo, y destacan la torre y la portada que se abre en el muro del Evangelio, simétrica a un acceso de menor relevancia existente en el muro contrario. Responde a los modelos clasicistas de fines del siglo XVIII, con el uso de pilastras toscanas. La torre, que se ubica a los pies de este muro, posee un entablamento dórico en su caña. Sobre él, por el derrumbamiento de la cúpula de la torre en la década de 1950, en la actualidad como remate, se presenta un cuerpo de campanas con alternancia de columnas y pilastras.

### Interior

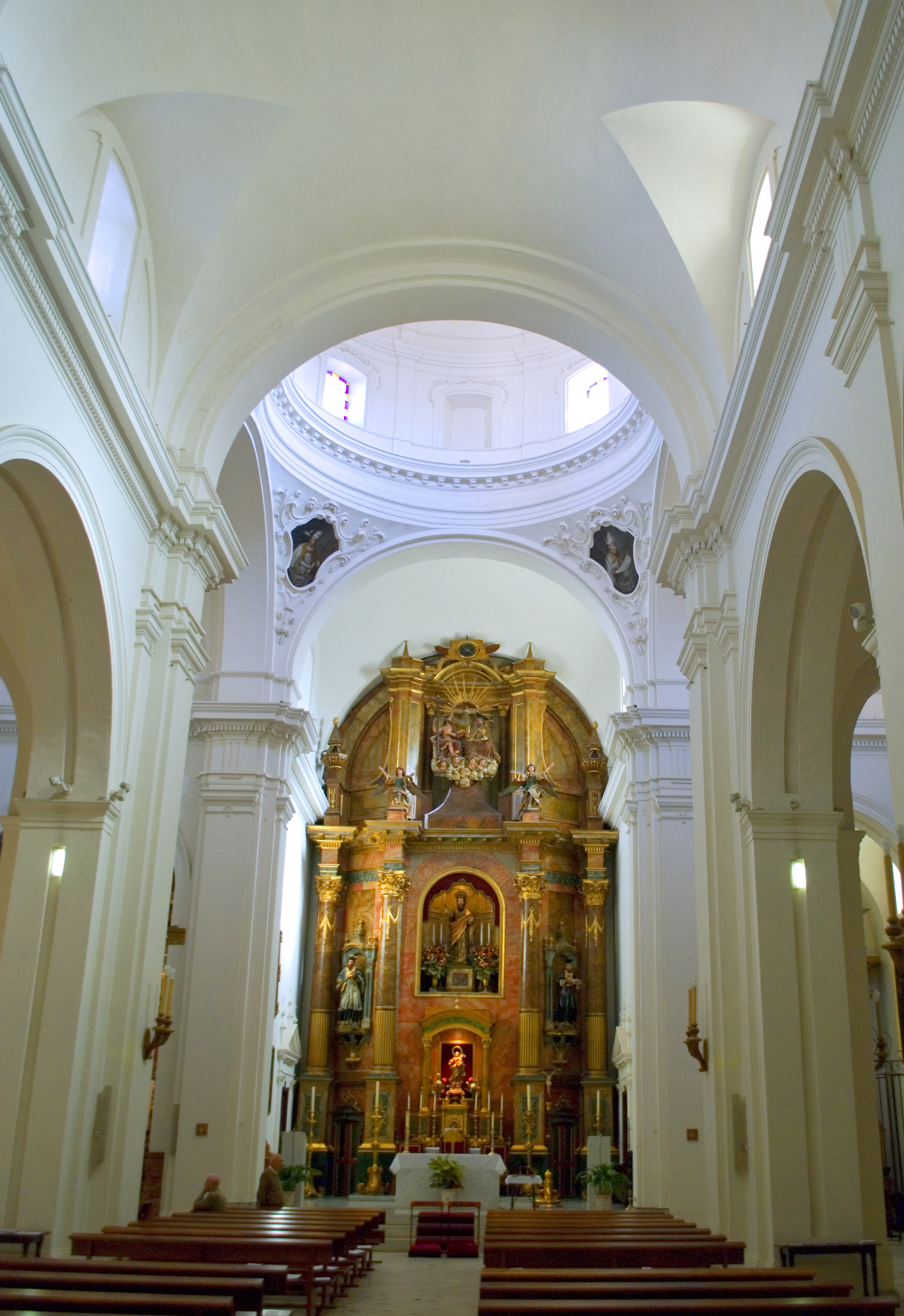
Retablo mayor

La iglesia presenta planta de cruz latina, con tres naves separadas por pilares cruciformes y coro en alto a los pies. A los costados de las naves y junto a la cabecera se adosan una serie de capillas y dependencias, de menor alzado que el cuerpo principal para permitir la iluminación de éste. La nave central, de doble anchura que las laterales, está cubierta por bóveda de cañón con lunetos y arcos fajones, mientras que las laterales poseen bóvedas de arista. Este esquema se modifica en el crucero, pues mientras que los tramos laterales utilizan la bóveda de cañón con lunetos, en el central se alza una cúpula sobre tambor.

### Elementos decorativos
El retablo principal del altar mayor, fechado en torno a 1800, está compuesto por banco, un cuerpo de tres calles y ático. Las principales esculturas son, en el centro San Bartolomé, flanqueado a sus lados por San Juan de Nepomuceno y San Félix de Cantalicio, por encima de ellas, en el ático, la Trinidad, todas datan del siglo XVII.
En la capilla lateral de la izquierda se encuentra la Virgen de la Alegría, imagen de candelero, fechable en el siglo XVI e intervenida en el siglo XVIII, está atribuida a Roque Balduque, en la de la derecha se encuentra un retablo neoclásico con el Sagrado Corazón en el centro y a su lado esculturas de San Cayetano y San Jerónimo, completadas con un relieve de la resurrección en el remate.
También encontramos la Capilla de San José, con una talla de gran valor artístico, siendo acompañada por las imágenes de Santa Águeda y Santa Lucía. Debajo de la hornacina, un pequeño nacimiento.
El órgano de San Bartolomé es un instrumento de un rico sonido digno de escuchar. Sus graves están considerados como uno de los órganos de más riqueza armónica de Europa.

#### Capilla Sacramental
La Capilla Sacramental, donde está establecida la Hermandad Sacramental, cuenta con un magnífico retablo y con una reja antigua, elementos que se mantuvieron tras la construcción del nuevo edificio a finales del siglo XVIII. Desde mediados del siglo XVI esta capilla tenía la advocación de Nuestra Señora de las Angustias y pertenecía a la familia López Ramírez, que posteriormente con el matrimonio de Francisco López Ramírez con María de Arellano pasó a ser conocida por la capilla de los Ramírez de Arellano.

Entre 1641 y 1643, Alonso Ramírez de Arellano encargó la reforma de la capilla y contrató el retablo a Luis Ortiz de Vargas y la reja al maestro fundidor Francisco Barea.

## Personajes relacionados
- Miguel de Mañara, bautizado en esta iglesia, situada muy próxima a su residencia.
- La familia Montoto. En la capilla derecha se encuentran enterrados miembros de la familia Montoto, entre los que hay que destacar a José María Montoto López-Vigil y a su hijo Luis Montoto.
- Bartolomé Esteban Murillo, vecino de este barrio y hermano de la hermandad sacramental.

## Hermandades
La iglesia es sede de la Hermandad Sacramental de Nuestra Señora de la Alegría. Las Reglas de la Hermandad de Nuestra Señora de la Alegría fueron aprobadas en 1672. Se fusionó en el siglo XX con la Hermandad Sacramental de la parroquia.

## Patrimonio histórico andaluz
Por resolución de 4 de julio de 1997, de la Dirección General de Bienes Culturales, se inscribe con carácter genérico en el Catálogo General del Patrimonio Histórico Andaluz, la Iglesia Parroquial de San Bartolomé, en Sevilla.